# Pocho La Pantera
Ernesto Aníbal Gauna (Buenos Aires, 29 de noviembre de 1950 - Ib., 1 de noviembre de 2016), apodado Pocho La Pantera, fue cantante de cumbia y cuarteto, animador de eventos y actor argentino, autor de éxitos dentro del género como El hijo de Cuca (1990), Me dicen la pantera (1991) y El paso de la fiesta (2016).

## Biografía
Además de su labor musical, el cantante, nacido en Buenos Aires y radicado en Córdoba, realizó distintas actividades a lo largo de su vida, como apariciones como actor en diversas series, tanto televisivas como online.
Dio sus primeros pasos en la música en la década de 1980 a los treinta años. Junto a Ricky Maravilla, Alcides, Lía Crucet, Gladys la bomba tucumana y Gilda, fue uno de los referentes del género tropical en la Argentina. Impuso temas como "El hijo de Cuca", "Bailando con la gorda", "A mover el esqueleto", "La arañita", "Lloró la niña", "Miren como toca", "Me dicen la pantera", "Comprale un choripán", entre muchos otros.
Según contó en una entrevista televisiva en el programa GPS, conducido por el periodista Rolando Graña durante los años 1980 se dedicó a regentear a un grupo de mujeres que le dejaron "muy buena guita". Las actividades de proxenetismo incluían "dar palizas (a las mujeres) de tanto en tanto para que laburen" o el intercambio o compraventa con otros "dones" (jefes). También desarrolló acuerdos para obtener zonas liberadas para el desarrollo de su negocio prostibulario en cabarets y esquinas.
Su confesión sobre la drogadicción y su lucha con esta problemática que se mediatizó por muchos años en los medios televisivos, acrecentaron su imagen.  
Convertido al evangelismo, se casó con Viviana Basilia («La Griega») siendo el Pastor Giménez, un pastor de una de las más conocidas iglesias evangélicas de la Argentina, quien ofició en su boda. Aunque su paso por la iglesia evangélica fue bastante corto, logró grabar un casete, dos CD y un video (VHS). En 2013 grabó una publicidad para la compañía Pepsi junto al futbolista del seleccionado argentino Ezequiel Lavezzi. 
Falleció a los 65 años el 1 de noviembre de 2016 como consecuencia de un carcinoma renal. Se encontraba internado desde hacía una semana en grave estado en el IMAC (Instituto Médico de Alta Complejidad). El 21 de octubre publicó su último mensaje en la red social Twitter:

Recuerden esto: ustedes me dieron todo. Gracias por el aguante.
Pocho La Pantera.

## Filmografía
- 2012: El vagoneta en el mundo del cine.[10]
- 2013: Back to the Siam - él mismo (cameo)[11]
- Película Asspera.

## Televisión
- 2016: La peluquería de don Mateo.
- 2015: Laten corazones.
- 2006: Sos mi vida, protagonizada por Natalia Oreiro.
- 2002 - 2016: Pasión de sábado.
- 1998 - 2002: Siempre sábado
- 1996: 1,2,3, Ritmo, junto a Marcelo Gopar. Emitido por Canal 365 Series y Uno Visión.

## Teatro
- 2013: Los Magníficos - Junto a Marixa Balli, Alcides y Francisco "Pancho" Serra (de Pancho y La Sonora Colorada).[12]
- 2013: Hasta que la risa no se pare - Teatro La Campana de Mar del Plata junto a Guido Süller, Daniel Santillán, Jacobo Winograd, Ayelén Paleo, Valeria Degenaro, Guillermo Gramuglia y Pablo Cabaleiro.
- 1991: Comedia musical estrenada en el "Teatro Metropolitan", junto a Sandra Smith, Bady y Hector Vicari.

## Discografía
Género: Cumbia argentina
1. Pocho La Pantera (P) 1984 Tennessee
2. Baila mi pueblo baila (P) 1985 Tennessee
3. Gracias amigos (P) 1986 Tennessee
4. El último de... Pocho La Pantera (P) 1987 Tennessee
5. Arriba las palmas cantando (P) 1989 Ultra Sound
6. A mover el esqueleto - El hijo de Cuca (P) 1990 Magenta
7. El espectacular (P) 1991 Magenta
8. La Cuca que la tiró (P) 1993 Magenta
9. Mi niña bonita (P) 1994 Magenta
10. Volvió el rey... La leyenda continúa (P) 1996 Magenta
11. A mi manera... Gracias por el aguante (P) 2011 De la Buena Estrella
12. Vamos Argentina (P) 2014 Akkua Managent

Género: Música cristiana
1. Pocho León de Judá (Paraíso Record, 2005)
2. Con una mano en el corazón (Producciones Peniel)
3. A cara y cruz (Phono Disc Record)

## Compilados artistas varios
1. Boca campeón (1990), cassette junto a Isabelita
2. Top 10 Vol. 2 (1991), tema/s: El gallito ciego
3. Increíble (1991), tema/s: El descuartetizador, Que piña que tiene Pedro y La foto del cassette
4. Increíble Vol. 2 (1991), tema/s: Mil horas y No sé vivir si tú no estás
5. Tropitronic 6 (1998), tema/s: El reverendo
6. Explosión musical vol 1  (1991) , tema/s: Loco pará la moto